# Kal, Semič
Kál je naselje v Sloveniji.
V vasi se nahaja cerkev sv. Lenarta.